# Seznam ameriških pevcev resne glasbe
Seznam ameriških pevcev resne glasbe.

## A
- Emma Abbott
- Ada Adini
- John Aler
- Jeannine Altmeyer
- June Anderson
- Marian Anderson
- Martina Arroyo
- Brian Asawa
- Arleen Augér

## B
- Etta Moten Barnett
- Kathleen Battle
- Ara Berberian
- Rockwell Blake
- Heinz Blankenburg
- Stephanie Blythe
- Barbara Bonney
- Brenda Boozer (*1948), mezzosopran
- Joseph Carl Breil
- Charles Bressler
- Angela Brown
- Anne Brown
- Lawrence Brownlee
- Grace Bumbry

## C
- Anna Case
- Lili Chookasian
- Warren Coleman
- Phyllis Curtin

## D
- Vernon Dalhart
- Annette Daniels
- David Daniels
- Helen Donath
- Dale Duesing
- Todd Duncan

## E
- Nelson Eddy
- Rosalind Elias
- Ruby Elzy
- Maria Ewing

## F
- Geraldine Farrar
- Eileen Farrell
- Renée Fleming
- William Franklin (opera)
- Olive Fremstad
- Florence Foster Jenkins

## G
- Mary Garden
- Vivica Genaux
- Reri Grist
- Nancy Gustafson

## H
- Thomas Hampson
- Constance Hauman
- Barbara Hendricks
- Jerome Hines
- Marilyn Horne

## J
- Caterina Jarboro

## K
- Klesie Kelly
- James King (tenorist)
- Dorothy Kirsten

## L
- Steven LaBrie
- Mario Lanza
- Evelyn Lear
- Gary Lehman

## M
- Jeanette MacDonald
- Emily Magee
- Edith Mason
- Edward Matthews
- James McCracken
- Lauritz Melchior
- Robert Merrill
- David Miller (pevec)
- Richard Miller
- Sherrill Milnes
- Abbie Mitchell
- Anna Moffo

## N
- Gualtiero Negrini
- Lillian Nordica
- Jessye Norman

## P
- Jan Peerce
- Mary Beth Peil
- Roberta Peters
- Adelaide Phillips
- Helen Phillips
- Susanna Phillips
- Alfred Piccaver
- Emily Pogorelc
- Matthew Polenzani
- Lily Pons
- Rosa Ponselle
- Leontyne Price

## R
- Sondra Radvanovsky
- Samuel Ramey
- Nell Rankin
- Regina Resnik
- La Julia Rhea
- Rosa Maria Pascarella
- Liz Ryan

## S
- Ernestine Schumann-Heink
- Beverly Sills
- Frederica von Stade
- Eleanor Steber
- Rise Stevens
- Teresa Stich-Randall
- Cheryl Studer
- Mikhail Svetlov (pevec)
- Michael Sylvester

## T
- Stacey Tappan
- Jennie Tourel
- Helen Traubel
- Tatiana Troyanos
- Richard Tucker

## U
- Theodor Uppman

## V
- Carol Vaness
- Astrid Varnay
- Shirley Verrett

## W
- William Warfield
- Leonard Warren
- Camilla Williams
- Daniel Lewis Williams
- Lawrence Winters

## Z
- Dolora Zajick
- Marie van Zandt